# Hyperolius nasicus
Hyperolius nasicus är en groddjursart som beskrevs av Laurent 1943. Hyperolius nasicus ingår i släktet Hyperolius och familjen gräsgrodor. IUCN kategoriserar arten globalt som otillräckligt studerad. Inga underarter finns listade i Catalogue of Life.